# Puchar Szwajcarii w piłce siatkowej mężczyzn (2017/2018)
Puchar Szwajcarii w piłce siatkowej mężczyzn 2017/2018 (oficjalna nazwa: Mobiliar Volley Cup Männer 2017/2018) – 58. sezon rozgrywek o siatkarski Puchar Szwajcarii. Zainaugurowane zostały 14 września 2017. Brały w nich udział kluby z Nationalliga A, Nationalliga B, 1. ligi, 2. ligi, 3. ligi i 4. ligi.
Rozgrywki składały się z sześciu rund wstępnych, 1/8 finału, ćwierćfinałów, półfinałów i finału. Drużyny z Nationalliga A dołączyły do rozgrywek w 1/8 finału. Finał rozegrany został 31 marca 2018 roku w St. Leonhard-Halle Fribourg we Fryburgu. Puchar Szwajcarii zdobył Volley Amriswil, pokonując w finale Biogas Volley Näfels.

## Drużyny uczestniczące
| Nationalliga A 9 drużyn   | Nationalliga A 9 drużyn |
| ------------------------- | ----------------------- |
| Biogas Volley Näfels      | finał                   |
| Chênois Genève Volleyball | półfinał                |
| Lausanne UC               | 1/8 finału              |
| TSV Jona Volleyball       | półfinał                |
| VBC Einsiedeln            | 1/8 finału              |
| VBC Uni Bern              | ćwierćfinał             |
| Volley Amriswil           | zwycięstwo              |
| Volley Luzern             | ćwierćfinał             |
| Volley Schönenwerd        | ćwierćfinał             |

| Nationalliga B 12 drużyn           | Nationalliga B 12 drużyn |
| ---------------------------------- | ------------------------ |
| Colombier Volley                   | 1/8 finału               |
| Pallavolo Kreuzlingen              | 1/8 finału               |
| Traktor Basel                      | 5. runda                 |
| VBC Laufen                         | 5. runda                 |
| VBC Lutry-Lavaux                   | 6. runda                 |
| VBC Malters                        | 5. runda                 |
| VBC Servette Star-Onex             | ćwierćfinał              |
| VBC Züri Unterland                 | 5. runda                 |
| VC Smash Winterthur                | 1/8 finału               |
| Volley Oberdiessbach               | 6. runda                 |
| Volley Smash 05 Laufenburg-Kaisten | 1/8 finału               |
| Volleyball Papiermühle             | 5. runda                 |

| 1. Liga 24 drużyny         | 1. Liga 24 drużyny |
| -------------------------- | ------------------ |
| Dragons Lugano             | 2. runda           |
| Groupement Sportif du CERN | 2. runda           |
| LK Zug                     | 3. runda           |
| Regio Volleyteam           | 4. runda           |
| STV Wil                    | 4. runda           |
| TV Lunkhofen               | 4. runda           |
| TV Murten Volleybal        | 3. runda           |
| VBC Aeschi                 | 3. runda           |
| VBC Andwil-Arnegg          | 1/8 finału         |
| VBC Buochs                 | 2. runda           |
| VBC Delémont               | 3. runda           |
| VBC Fully                  | 5. runda           |
| VBC Herren Oberwallis      | 4. runda           |
| VBC Kanti Baden            | 3. runda           |
| VBC La Côte                | 6. runda           |
| VBC La-Chaux-de-Fonds      | 2. runda           |
| VBC Münchenbuchsee         | 3. runda           |
| VBC Nidau                  | 5. runda           |
| VBC Wetzikon               | 4. runda           |
| VBC Yverdon                | 2. runda           |
| Volero Aarberg             | 3. runda           |
| Volley Emmen-Nord          | 1/8 finału         |
| Volley Muri Bern           | 2. runda           |
| Volley Uster               | 3. runda           |

| 2. Liga 27 drużyn    | 2. Liga 27 drużyn |
| -------------------- | ----------------- |
| Appenzeller Bären    | 2. runda          |
| FC Luzern            | 6. runda          |
| OTA Volley           | 2. runda          |
| SG Obwalden          | 3. runda          |
| STV St. Gallen       | 6. runda          |
| SV Volley Wyna       | 2. runda          |
| TSV Steinen          | 1. runda          |
| VBC Allschwil        | 3. runda          |
| VBC Bubendorf        | 4. runda          |
| VBC Bussigny         | 2. runda          |
| VBC Chur             | 1. runda          |
| VBC Fairplay Olympia | 1. runda          |
| VBC Frauenfeld       | 1. runda          |
| VBC Galina           | 1. runda          |
| VBC Gelterkinden     | 2. runda          |
| VBC Langenthal       | 2. runda          |
| VBC March            | 1. runda          |
| VBC NUC              | 2. runda          |
| VBC Oerlikon         | 5. runda          |
| VBC Pfäffikon        | 1. runda          |
| VBC Porrentruy       | 1. runda          |
| VBC Rämi             | 2. runda          |
| VBC Thun             | 2. runda          |
| Volley Bütschwil     | 5. runda          |
| Volley Goldach       | 1. runda          |
| Volley Mutschellen   | 1. runda          |
| Volley Solothurn     | 1. runda          |

| 3. Liga 14 drużyn             | 3. Liga 14 drużyn |
| ----------------------------- | ----------------- |
| Audax SSC                     | 2. runda          |
| KSC Wiedikon                  | 1. runda          |
| TV Muttenz                    | 1. runda          |
| VBC Kanti Limmattal           | 2. runda          |
| VBC Seuzach                   | 3. runda          |
| VBC Spada Academica           | 3. runda          |
| VBC Spiez                     | 1. runda          |
| VBC Subingen                  | 2. runda          |
| VBC Wittenbach                | 1. runda          |
| VBG Klettgau                  | 2. runda          |
| Volleyball Franches-Montagnes | 1. runda          |
| volleyliebefeld               | 1. runda          |
| VTV Horw                      | 2. runda          |
| Wädivolley 2                  | 1. runda          |

| 4. Liga 4 drużyny    | 4. Liga 4 drużyny |
| -------------------- | ----------------- |
| Hochdorf Audacia     | 2. runda          |
| Rheno Volleyball     | 1. runda          |
| VBC Freies Gymnasium | 2. runda          |
| VBC Tecknau          | 1. runda          |

## Rozgrywki

### 1. runda
| Data       | Drużyna 1                     |         | Drużyna 2           | Sety                               |
| Grupa A    | Grupa A                       | Grupa A | Grupa A             | Grupa A                            |
| ---------- | ----------------------------- | ------- | ------------------- | ---------------------------------- |
| 01.10.2017 | VBC Porrentruy                | 0:3     | VBC Bussigny        | (15:25, 16:25, 22:25)              |
| 30.09.2017 | Volleyball Franches-Montagnes | 0:3     | VBC NUC             | (0:25, 0:25, 0:25)                 |
| Grupa B    |                               |         |                     |                                    |
| 19.09.2017 | VBC Langenthal                | 3:1     | Volley Solothurn    | (25:15, 25:23, 10:25, 25:13)       |
| 18.09.2017 | VBC Spiez                     | 1:3     | VBC Subingen        | (21:25, 22:25, 25:23, 24:26)       |
| 23.09.2017 | volleyliebefeld               | 0:3     | VBC Thun            | (14:25, 17:25, 22:25)              |
| Grupa C    |                               |         |                     |                                    |
| 26.09.2017 | TV Muttenz                    | 0:3     | VTV Horw            | (19:25, 13:25, 13:25)              |
| 14.09.2017 | SG Obwalden                   | 3:0     | TSV Steinen         | (25:20, 25:18, 25:17)              |
| 21.09.2017 | VBC Tecknau                   | 0:3     | VBC Allschwil       | (22:25, 17:25, 13:25)              |
| 23.09.2017 | VBC Fairplay Olympia          | 0:3     | SV Volley Wyna      | (15:25, 17:25, 19:25)              |
| 25.09.2017 | VBC Bubendorf                 | 3:1     | Volley Mutschellen  | (25:19, 25:19, 14:25, 27:25)       |
| Grupa D    |                               |         |                     |                                    |
| 19.09.2017 | VBG Klettgau                  | 3:1     | VBC Pfäffikon       | (22:25, 25:20, 25:13, 25:23)       |
| 30.09.2017 | Wädivolley 2                  | 0:3     | Audax SSC           | (20:25, 20:25, 12:25)              |
| 26.09.2017 | Rheno Volleyball              | 0:3     | VBC Spada Academica | (21:25, 15:25, 14:25)              |
| 27.09.2017 | VBC March                     | 0:3     | Appenzeller Bären   | (19:25, 22:25, 15:25)              |
| 28.09.2017 | VBC Frauenfeld                | 1:3     | STV St. Gallen      | (21:25, 25:16, 22:25, 23:25)       |
| 28.09.2017 | Volley Bütschwil              | 3:0     | Volley Goldach      | (25:22, 25:19, 25:23)              |
| 16.09.2017 | VBC Wittenbach                | 2:3     | VBC Oerlikon        | (24:26, 25:15, 18:25, 25:20, 3:15) |
| 29.09.2017 | VBC Chur                      | 1:3     | VBC Rämi            | (25:20, 22:25, 20:25, 13:25)       |
| 20.09.2017 | VBC Seuzach                   | 3:0     | VBC Galina          | (26:24, 26:24, 25:21)              |
| 20.09.2017 | KSC Wiedikon                  | 1:3     | OTA Volley          | (19:25, 25:23, 17:25, 16:25)       |

### 2. runda
| Data       | Drużyna 1                  |         | Drużyna 2             | Sety                                |
| Grupa A    | Grupa A                    | Grupa A | Grupa A               | Grupa A                             |
| ---------- | -------------------------- | ------- | --------------------- | ----------------------------------- |
| 30.09.2017 | VBC Fully                  | 3:0     | VBC Yverdon           | (25:16, 25:16, 25:23)               |
| 12.10.2017 | VBC NUC                    | 0:3     | VBC Delémont          | (15:25, 13:25, 14:25)               |
| 15.10.2017 | VBC Nidau                  | 3:2     | VBC La-Chaux-de-Fonds | (25:18, 25:21, 23:25, 22:25, 15:9)  |
| 15.10.2017 | Groupement Sportif du CERN | 2:3     | VBC Herren Oberwallis | (25:22, 28:30, 13:25, 25:22, 13:15) |
| 06.10.2017 | VBC Bussigny               | 1:3     | VBC La Côte           | (25:21, 22:25, 17:25, 24:26)        |
| Grupa B    |                            |         |                       |                                     |
| 10.10.2017 | VBC Thun                   | 0:3     | TV Murten Volleyball  | (19:25, 24:26, 19:25)               |
| 07.10.2017 | Regio Volleyteam           | 3:1     | Volley Muri Bern      | (25:23, 25:14, 17:25, 25:12)        |
| 12.10.2017 | VBC Langenthal             | 1:3     | Volero Aarberg        | (20:25, 25:21, 22:25, 16:25)        |
| 08.10.2017 | VBC Subingen               | 0:3     | VBC Aeschi            | (20:25, 17:25, 17:25)               |
| Grupa C    |                            |         |                       |                                     |
| 12.10.2017 | VTV Horw                   | 1:3     | SG Obwalden           | (25:16, 18:25, 19:25, 20:25)        |
| 06.10.2017 | VBC Gelterkinden           | 0:3     | TV Lunkhofen          | (21:25, 17:25, 17:25)               |
| 06.10.2017 | Hochdorf Audacia           | 1:3     | VBC Bubendorf         | (16:25, 11:25, 25:19, 16:25)        |
| 15.10.2017 | VBC Kanti Baden            | 3:0     | Dragons Lugano        | (25:23, 25:22, 25:22)               |
| 02.10.2017 | SV Volley Wyna             | 0:3     | Volley Emmen-Nord     | (20:25, 19:25, 18:25)               |
| 28.09.2017 | FC Luzern                  | 3:0     | VBC Buochs            | (25:18, 25:21, 28:26)               |
| Grupa D    |                            |         |                       |                                     |
| 10.10.2017 | VBC Rämi                   | 1:3     | Volley Uster          | (19:25, 25:19, 16:25, 18:25)        |
| 02.10.2017 | VBC Spada Academica        | 3:0     | VBC Kanti Limmattal   | (25:14, 27:25, 26:24)               |
| 04.10.2017 | VBC Seuzach                | 3:2     | VBC Freies Gymnasium  | (26:24, 25:27, 23:25, 25:15, 15:11) |
| 14.10.2017 | VBG Klettgau               | 1:3     | VBC Andwil-Arnegg     | (15:25, 17:25, 25:21, 16:25)        |
| 12.10.2017 | OTA Volley                 | 1:3     | Volley Bütschwil      | (25:22, 21:25, 19:25, 24:26)        |
| 15.10.2017 | Audax SSC                  | 0:3     | STV Wil               | (25:27, 15:25, 17:25)               |
| 15.10.2017 | Appenzeller Bären          | 0:3     | STV St. Gallen        | (15:25, 17:25, 16:25)               |

### 3. runda
| Data       | Drużyna 1            |     | Drużyna 2             | Sety                                |
| ---------- | -------------------- | --- | --------------------- | ----------------------------------- |
| 29.10.2017 | TV Murten Volleyball | 1:3 | VBC Nidau             | (19:25, 25:20, 14:25, 22:25)        |
| 29.10.2017 | VBC Aeschi           | 1:3 | VBC Herren Oberwallis | (17:25, 21:25, 25:19, 23:25)        |
| 19.10.2017 | FC Luzern            | 3:1 | Volley Uster          | (22:25, 25:16, 25:20, 25:22)        |
| 22.10.2017 | VBC Spada Academica  | 0:3 | VBC Andwil-Arnegg     | (14:25, 19:25, 16:25)               |
| 23.10.2017 | VBC Oerlikon         | 3:0 | VBC Allschwil         | (25:12, 25:20, 25:12)               |
| 25.10.2017 | VBC Seuzach          | 0:3 | VBC Wetzikon          | (18:25, 14:25, 15:25)               |
| 29.10.2017 | VBC Fully            | 3:0 | Volero Aarberg        | (25:20, 25:14, 25:22)               |
| 29.10.2017 | STV St. Gallen       | 3:1 | SG Obwalden           | (23:25, 25:19, 25:14, 25:22)        |
| 29.10.2017 | STV Wil              | 3:2 | LK Zug                | (26:24, 25:20, 18:25, 24:26, 15:11) |
| 29.10.2017 | VBC La Côte          | 3:0 | VBC Delémont          | (25:17, 25:14, 25:19)               |
| 29.10.2017 | VBC Münchenbuchsee   | 0:3 | Regio Volleyteam      | (21:25, 15:25, 21:25)               |
| 29.10.2017 | VBC Bubendorf        | 3:1 | VBC Kanti Baden       | (25:23, 24:26, 25:22, 25:16)        |

### 4. runda
| Data       | Drużyna 1         |     | Drużyna 2             | Sety                         |
| ---------- | ----------------- | --- | --------------------- | ---------------------------- |
| 31.10.2017 | Volley Bütschwil  | 3:1 | VBC Wetzikon          | (25:23, 12:25, 25:23, 25:22) |
| 12.11.2017 | STV St. Gallen    | 3:1 | TV Lunkhofen          | (22:25, 25:22, 25:21, 25:9)  |
| 12.11.2017 | VBC Fully         | 3:0 | Regio Volleyteam      | (25:23, 25:19, 25:18)        |
| 12.11.2017 | VBC Nidau         | 3:1 | VBC Herren Oberwallis | (25:22, 25:20, 19:25, 25:23) |
| 12.11.2017 | Volley Emmen-Nord | 3:1 | STV Wil               | (25:22, 25:20, 20:25, 25:20) |
| 12.11.2017 | VBC Bubendorf     | 0:3 | VBC Andwil-Arnegg     | (20:25, 18:25, 20:25)        |

### 5. runda
| Data       | Drużyna 1              |     | Drużyna 2                          | Sety                                |
| ---------- | ---------------------- | --- | ---------------------------------- | ----------------------------------- |
| 19.11.2017 | VBC Oerlikon           | 0:3 | Volley Oberdiessbach               | (20:25, 18:25, 17:25)               |
| 26.11.2017 | Pallavolo Kreuzlingen  | 3:0 | Traktor Basel                      | (25:16, 25:20, 25:23)               |
| 26.11.2017 | VBC Servette Star-Onex | 3:1 | VBC Züri Unterland                 | (22:25, 25:16, 25:16, 25:22)        |
| 26.11.2017 | STV St. Gallen         | 3:1 | VBC Laufen                         | (28:26, 25:18, 24:26, 25:14)        |
| 26.11.2017 | Volley Bütschwil       | 1:3 | VBC Andwil-Arnegg                  | (25:20, 15:25, 12:25, 15:25)        |
| 26.11.2017 | VBC Fully              | 0:3 | Volley Smash 05 Laufenburg-Kaisten | (10:25, 17:25, 13:25)               |
| 26.11.2017 | VBC La Côte            | 3:0 | VBC Nidau                          | (25:16, 25:11, 25:20)               |
| 26.11.2017 | VC Smash Winterthur    | 3:2 | VBC Malters                        | (25:19, 21:25, 25:21, 20:25, 15:11) |
| 26.11.2017 | FC Luzern              | 3:1 | Volleyball Papiermühle             | (25:21, 16:25, 25:15, 26:24)        |

### 6. runda
| Data       | Drużyna 1             |     | Drużyna 2                          | Sety                         |
| ---------- | --------------------- | --- | ---------------------------------- | ---------------------------- |
| 10.12.2017 | Pallavolo Kreuzlingen | 3:1 | VBC Lutry-Lavaux                   | (25:14, 25:20, 14:25, 25:15) |
| 10.12.2017 | STV St. Gallen        | 1:3 | Volley Smash 05 Laufenburg-Kaisten | (16:25, 17:25, 25:20, 23:25) |
| 10.12.2017 | VBC La Côte           | 1:3 | Volley Emmen-Nord                  | (25:21, 15:25, 22:25, 22:25) |
| 10.12.2017 | Volley Oberdiessbach  | 1:3 | VC Smash Winterthur                | (21:25, 25:27, 25:17, 20:25) |
| 10.12.2017 | FC Luzern             | 1:3 | Colombier Volley                   | (21:25, 22:25, 21:25)        |

### 1/8 finału
| Data       | Drużyna 1                          |     | Drużyna 2              | Sety                                |
| ---------- | ---------------------------------- | --- | ---------------------- | ----------------------------------- |
| 07.01.2018 | Pallavolo Kreuzlingen              | 1:3 | Volley Schönenwerd     | (22:25, 20:25, 27:25, 18:25)        |
| 07.01.2018 | Colombier Volley                   | 0:3 | Volley Luzern          | (17:25, 18:25, 8:25)                |
| 07.01.2018 | Volley Emmen-Nord                  | 1:3 | VBC Uni Bern           | (16:25, 15:25, 25:22, 18:25)        |
| 07.01.2018 | Biogas Volley Näfels               | 3:1 | Lausanne UC            | (25:23, 25:19, 20:25, 25:21)        |
| 07.01.2018 | VBC Andwil-Arnegg                  | 2:3 | VBC Servette Star-Onex | (27:25, 15:25, 20:25, 25:23, 11:15) |
| 07.01.2018 | Volley Smash 05 Laufenburg-Kaisten | 0:3 | Volley Amriswil        | (14:25, 18:25, 10:25)               |
| 07.01.2018 | VC Smash Winterthur                | 2:3 | TSV Jona Volleyball    | (25:20, 21:25, 18:25, 25:20, 10:15) |
| 07.01.2018 | Chênois Genève Volleyball          | 3:0 | VBC Einsiedeln         | (25:17, 25:16, 25:20)               |

### Ćwierćfinały
| Data       | Drużyna 1                 |     | Drużyna 2            | Sety                  |
| ---------- | ------------------------- | --- | -------------------- | --------------------- |
| 28.01.2018 | Volley Schönenwerd        | 0:3 | Biogas Volley Näfels | (24:26, 22:25, 14:25) |
| 28.01.2018 | Chênois Genève Volleyball | 3:0 | VBC Uni Bern         | (25:13, 25:19, 25:22) |
| 28.01.2018 | Volley Luzern             | 0:3 | Volley Amriswil      | (20:25, 20:25, 18:25) |
| 28.01.2018 | VBC Servette Star-Onex    | 0:3 | TSV Jona Volleyball  | (20:25, 20:25, 25:27) |

### Półfinały
| Data       | Drużyna 1            |     | Drużyna 2                 | Sety                         |
| ---------- | -------------------- | --- | ------------------------- | ---------------------------- |
| 11.02.2018 | Biogas Volley Näfels | 3:1 | Chênois Genève Volleyball | (21:25, 25:15, 29:27, 27:25) |
| 11.02.2018 | Volley Amriswil      | 3:0 | TSV Jona Volleyball       | (25:16, 25:22, 25:14)        |

### Finał
| Data       | Drużyna 1            |     | Drużyna 2       | Sety                  |
| ---------- | -------------------- | --- | --------------- | --------------------- |
| 31.03.2018 | Biogas Volley Näfels | 0:3 | Volley Amriswil | (20:25, 16:25, 22:25) |